# Le Privilège (chanson)
Cet article concerne la chanson. Pour l'album, voir Le Privilège (album).
Singles de Michel Sardou
Marie-Jeanne
(1990) Le Vétéran
(1991)
Pistes de Le Privilège
Le Vétéran
Le Privilège est une chanson de Michel Sardou sortie en 1990, deuxième single extrait de l'album du même nom.

## Contenu

### La difficulté du coming out
Portant sur le thème de l'homosexualité, la chanson rompt avec l'image d'homophobie qu'il avait pu véhiculer dans les années 1970 en raison de la tirade satirique Le Rire du sergent ou de l'utilisation péjorative du mot « pédé » dans le pamphlet J'accuse.
Le texte est écrit avec Didier Barbelivien. Sardou se met ici dans la peau d'un adolescent homosexuel inscrit dans un pensionnat et qui hésite à effectuer son coming out auprès de ses parents (« J'essaierai de choisir mes mots, mais comment peindre un sentiment ? […] Qu'est-ce qu'ils vont dire à la maison, un garçon qui aime un garçon ? »). Il remarque aussi le tourment que peut créer cette situation de dilemme (« Ce n'est pas comme avouer un mensonge, d'ailleurs je n'ai pas honte de moi ; c'est crever l'abcès qui me ronge, et finir en paix avec moi… »). Le titre donnera l'image d'un chanteur plus tolérant et plus ouvert sur ce thème.

### Propos de Sardou
En novembre 2012, le chanteur s'exprime, 22 ans plus tard, sur sa chanson, dans Le Journal du dimanche :
« J’ai […] écrit une chanson où je prenais position pour le mariage des prêtres. S’ils avaient ce droit, on aurait peut-être plus de vocations aujourd’hui. J’avais même écrit Le Privilège, pour dénoncer l’amalgame entre homosexualité et perversion. Je suis évidemment favorable au mariage gay. »
À l'occasion du débat sur le mariage homosexuel en France, en mai 2013, le chanteur déclare au Figaro être « favorable au mariage gay en tant qu'hétérosexuel marié », car cela ne lui « enlève aucun droit ».

## Versions live
Le titre a été intégré aux concerts Bercy 91, Bercy 93, Olympia 95, Bercy 2001, Live 2005 au Palais des sports et Live 2013 - Les Grands Moments à l'Olympia, alors que le contexte politique national est au mariage homosexuel et Je me souviens d'un adieu en 2023.